# جزيرة الصليب (كتاب)
يُحتمل أن تكون «جزيرة الصليب» (بالإنجليزية: Isle of the Cross، نحو عام 1853) عملًا ضائعًا لم يُنشر للروائي هرمان ملفيل وكان من المفترض أن تكون كتابه الثامن بعد أعماله التي فشلت تجاريًا وهي «موبي ديك» (1851) و«بيير أو الغموض» (1852). يقول هيرشل باركر الذي كتب سيرة ملفيل أن العمل الذي ربما كان قصة أو رواية عُرف سابقًا باسم «قصة أغاثا» التي اكتملت نحو شهر مايو من عام 1853. يُشير أيضًا إلى أن إنهاء العمل قد برهن أن ملفيل لم يُحبط ويبتعد عن الخيال خلافًا لما افترضه العديد من كُتاب السيرة الذاتية. يحوي هذا العمل شخصية مركزية أنثوية خلافًا لمعظم أعمال ملفيل الخيالية الأخرى.

## نظرة عامة
في زيارة إلى نانتوكويت في يوليو عام 1852، أخبر جون كليفورد -وهو محامٍ في نيو بدفورد ومدعٍ عام في ولاية ماساتشوستس وصديق لمويل شو والد زوجة ملفيل- ملفيل قصة أغاثا هاتش روبرتسون وهي امرأة من نانتوكويت كانت قد اعتنت ببحار سفينة غارقة اسمه روبرتسون. بعد زواجهما، تخلى روبرتسون عنها وعن ابنتهما، ثم عاد بعد سبعة عشر عامًا، وهجرهما مجددًا، كاشفًا تعدد زيجاته. أرسل ملفيل رسالة إلى صديقه ناثانيال هاوثورن وصف فيها «الصبر العظيم والتحمل والتسليم الذي تحلت به نساء الجزيرة في قبولهن غياب أزواجهن البحارة وعلى الرغم من أن الغياب كان طويلًا للغاية لم يشتكين من ذلك» وحث هاوثورن على تبني هذه الفكرة. وعلى أي حال، لم يتبنَّ هاوثورن هذه الفكرة. عمل ملفيل على مسودة النص في صيف عام 1852 وشتائه. أخذ ملفيل مسودة العمل إلى دار نشر في نيويورك اسمه «هاربر وإخوانه» في يونيو عام 1853 لكن عمله قد رُفض. يُحتمل أن الناشر قلق حيال مراجعات بيبر السيئة أو أنه خشي أن تتخذ عائلة أغاثا هراتش إجراءً قانونيًا.

## المعرفة اللاحقة
وجد الكاتب ميد مينيغرود كمية مخبأة من الرسائل الخاصة بعائلة ملفيل في مكتبة نيويوك العامة في أوائل عام 1922، واحتوت تلك الرسائل على إشارات عديدة في عام 1853 لعمل هام لم يُنشر لاحقًا. لم يعلم الكتاب الأوائل للسيرة الذاتية لملفيل بوجود تلك الرسائل. في عام 1946، أشار هاريسون هيفورد  إلى أن التأكيد -الذي جاء في رسالة وُجدت مؤخرًا على إكمال ملفيل لمشروع مهم بعد إخفاقه في «موبي ديك»- كشف «أخطاء خطيرة في النظرية المنتشرة بشكل عام» وأن ملفيل «في حالة يأس وتحدٍ لتلقي موبي ديك، كتب بيير دون أي توقعات حيال نجاحها لدى الناس وتوقع أيضًا أن تكون آخر كتاباته». أيّد ميرتون سيلتز الابن -في حالة المذكرة الميدانية لعام 1980- احتمالية أن يكون ملفيل كتب القصة في شتاء عام 1853 واستخدم أسلوب هاوثورن في عقله وأن العمل هو نقلة نحو «رمزية هاوثورن» في القصص اللاحقة لملفيل. اقتبس سيلتز رسالة ملفيل إلى مجلة هاربر في  الرابع والعشرين من نوفمبر عام 1853 مشيرًا إلى «العمل الذي أخذته إلى نيويورك الربيع الماضي لكنني مُنعت من طباعته في ذاك الوقت.....». يُشير باركر في عام 1990 إلى أن «قصة أغاثا» كانت «جزيرة الصليب»، وخصص مساحة كبيرة لها في الجزء الثاني من عمله على السيرة الذاتية لملفيل. في عام 1991، خلص باسم «إل رائد» إلى أن «جزيرة الصليب» تشير إلى قصة لا إلى كتاب كامل وأن القصة مذكورة في «إنكانتاداس أو الجزر المسحورة» وهي مجموعة من المقتطفات التي نُشرت في «حكايا بياتزا». ما يزال بعض مراجعي «هرمان ملفيل: السيرة الذاتية (200)» يعارضون تعريف باركر لمسودة النص المفقودة بأنها «جزيرة الصليب».